# Rulli
Rulli – wieś w Estonii, w prowincji Valga, w gminie Põdrala.